# Paramus
Paramus é um distrito localizado no estado americano de Nova Jérsei, no Condado de Bergen.

## Demografia
Segundo o censo americano de 2000, a sua população era de 25 737 habitantes.
Em 2006, foi estimada uma população de 26 548, um aumento de 811 (3.2%).

## Geografia
De acordo com o United States Census Bureau tem uma área de 27,1 km², dos quais 27,1 km² cobertos por terra e 0,0 km² cobertos por água.

## Localidades na vizinhança
O diagrama seguinte representa as localidades num raio de 8 km ao redor de Paramus.